# Civil Air Transport

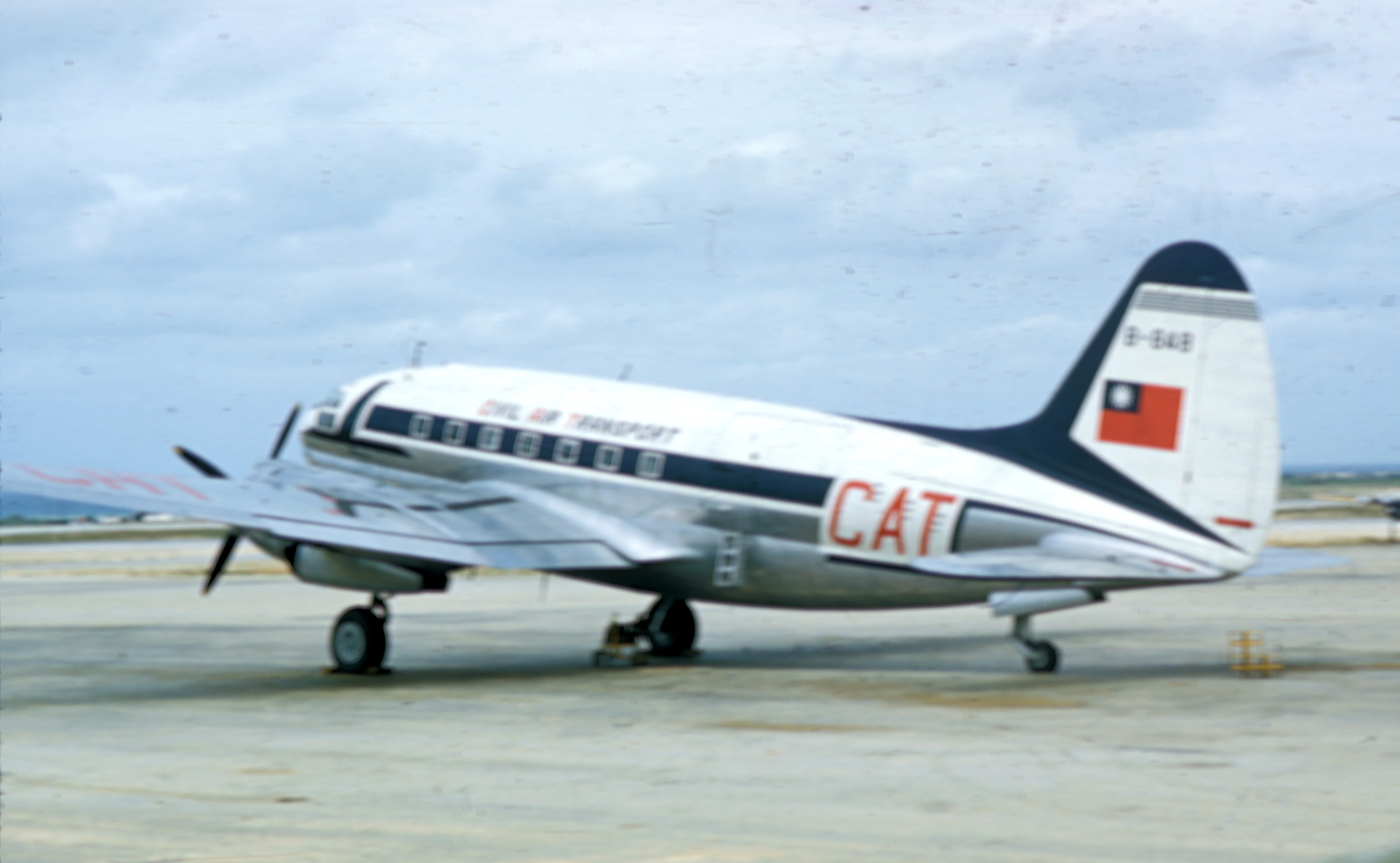
En av deras Curtiss C-46 Commando på ett flygfält i Indokina någon gång mellan 1950 och 1954.

Civil Air Transport (CAT) var ett amerikanskt-kinesiskt flygbolag.

## Historik
År 1937 försökte generalmajoren Claire Lee Chennault att starta upp ett kinesiskt flygvapen under det andra kinesisk-japanska kriget. Fyra år senare gav USA sitt godkännande till Chennault att starta upp American Volunteer Group, mer känt som Flygande tigrarna, för att försvara Kina mot Japan under andra världskriget. USA gav Chennault 100 stridsflygplan av typen Curtiss P-40 Warhawk till det syftet. Efter att andra världskriget avslutades hade Chennault diskussioner med tjänstemän för den kinesiska provinsen Yunnan om att grunda ett fraktflygbolag i syfte att transportera tenn från Yunnan och till hamnar i Indokina. Dock senare blev det politisk förändring i Yunnan, vilket gjorde att det påtänkta fraktflygbolaget inte kunde grundas. Diplomaten Whiting Willauer, som hjälpte Chennault med att starta upp Flygande tigrarna, skulle starta upp ett eget flygbolag för både passagerar- och frakttrafik i Kina och Indokina, frågade Chennault om han ville ansluta sig. Chennault accepterade förfrågan. I december 1945 åkte båda till Shanghai för att samtala med kinesiska statstjänstemän om det påtänkta flygbolaget. De flesta var intresserade men några var dock skeptiska att det skulle vara utlänningar som skulle styra flygbolaget. De stora kinesiska flygbolagen China National Aviation Corporation och Central Air Transport Corporation var dock motståndare till det och försökte få det stoppad.
I februari 1946 tog Förenta nationernas United Nations Relief and Rehabilitation Administration kontakt med Chennault och Willauer om de kunde anordna flygtrafik av förnödenheter inom det krigshärjade Kina. De båda tog kontakt med kinesiska Chinese National Relief and Rehabilitation Administration (CNRRA) och fick igenom att CNRRA skulle stå för kostnaden för inköpande av flygplan som behövdes. I april gav Kinas regering sitt godkännande medan Chiang Kai-shek gjorde detsamma i september. Den 25 oktober grundade Chennault och Willauer CNRRA Air Transport (CAT) medan själva flygverksamheten startades officiellt den 31 januari 1947 med en resa mellan Shanghai och Guangzhou. I maj 1948 började flygbolaget samarbeta direkt med kommunikationsministeriet och i juni bytte flygbolaget namn till Civil Air Transport. På slutet av 1940-talet tvingades CAT att understödja Republiken Kina/Taiwan under det kinesiska inbördeskriget trots fortsatt flygande av förnödenheter och annat gods.
År 1949 började Chennault trycka på USA, framförallt USA:s senat och USA:s utrikesdepartement om att dels skapa ett nätverk för att bekämpa kommunismen i Asien-Stillahavsregionen. Dels skicka bland annat militära rådgivare till Kina för att träna upp Kinas militär. USA var dock inte intresserade utan avböjde. Chennault kom också kontakt med USA:s underrättelsetjänst Central Intelligence Agency (CIA) och lyckades övertyga CIA att börja genomföra hemliga uppdrag, i antikommunistiska syften, i Kina med hjälp av CAT:s flygplan. Syftet från Chennaults sida var egentligen att få CIA att skjuta till med finansiella medel till CAT. CIA gick med på det till slut efter förhandlingar samt överläggningar med amerikanska statstjänstemän. CIA anmärkte dock på att CAT var en del av inbördeskriget eftersom de höll på med storskalig militär och politisk evakuering av Republiken Kinas resurser från Fastlandskina och till ön Taiwan. I slutet av det året flyttade CAT sitt huvudkontor till Taipei medan året därpå till Brittiska Hongkong. I augusti 1950 köpte CIA upp flygbolaget och dess tillgångar och CAT blev en frontorganisation till underrättelsetjänsten. Ägarskapet övertogs av ett av CIA:s förvaltningsbolag Pacific Corporation. I mars 1955 grundade CAT Asiatic Aeronautical Co Ltd för att stå som ägare på majoriteten av CAT:s flygplan. Den 31 mars 1959 blev CAT Air America medan dagen därpå blev Asiatic Aeronautical Air Asia.